# اوپاتووک
اوپاتووک (به لهستانی:  Opatówek) یک روستا در لهستان است که در گمینا اوپاتووک واقع شده‌است. اوپاتووک ۱۰۴ کیلومتر مربع مساحت و ۱۰٬۰۰۰ نفر جمعیت دارد.